# Sly 2: Band of Thieves
Sly 2: Band of Thieves (Nederlands: Sly 2: De Dievenbende) is een computerspel ontwikkeld door Sucker Punch Productions. Het spel is een vervolg van Sly Raccoon en werd uitgegeven in 2004. In de eerste instantie werd dit spel alleen uitgebracht voor de PlayStation 2, later zijn ze ook uitgebracht voor de PlayStation 3 en de PlayStation Vita.

## Verhaal
Twee jaar na het verslaan van Clockwerk breekt Sly Cooper binnen in het Museum of Natural History in Caïro om de Clockwerk-onderdelen te stelen en ze te vernietigen om zijn dreigement tegen Sly's familie voorgoed te beëindigen, maar ontdekt dat de onderdelen al ontbreken. Inspecteur Carmelita Montoya Fox en haar nieuwe partner, Constable Neyla, confronteren Sly, maar hij ontsnapt voordat Carmelita en Neyla hem kunnen arresteren. Voordat Sly ontsnapt, hoort hij Neyla suggereren dat het bewijs feitelijk suggereert dat de Klaww Gang de onderdelen heeft gestolen voor eigen gebruik.
De Cooper Gang gaat naar Parijs, waar het eerste Klaww Gang-lid Dimitri Clockwerk-staartveren gebruikt als drukplaten om vals geld te creëren. Sly en de bende sluiten de operatie en Dimitri wordt gearresteerd door Interpol. De bende gaat vervolgens naar India, waar het tweede Klaww Gang-lid Rajan de vleugels van Clockwerk tentoonstelt bij een bal die hij host. Rajan is ook de spil van een lokaal misdaadsyndicaat dat "kruiden" verbouwt en verkoopt, een illegale plant die inheems is in de Indiase jungle. Ook aanwezig op het bal zijn de andere Klaww Gang-leden en verschillende undercover Interpol-agenten, waaronder Carmelita en Neyla. De bende steelt de Clockwerk-vleugels in het midden van de balzaal, terwijl een vermomde Sly voor afleiding zorgt door te dansen met Carmelita. Nadat de Cooper-bende met de Clockwerk-vleugels is ontsnapt, blaast Carmelita haar dekmantel op en begint ze te arresteren. De Klaww-bende ontvlucht het toneel en Rajan duikt ergens diep in de jungle onder. De bende volgt hem naar zijn specerij-groeiende faciliteit in een lang verlaten tempel, waar hij de helft van Clockwerk's hart gebruikt om zijn kruidengewassen super te irrigeren. Hij draagt de andere helft van het hart aan het uiteinde van een staf die hij altijd bij zich draagt. De bende steelt beide helften van het hart en schakelt Rajan uit, maar Carmelita, Neyla en de Contessa arriveren. Neyla beschuldigt Carmelita van het werken met de Cooper Gang op de avond dat de Clockwerk-vleugels werden gestolen. Ze verraadt de Cooper Gang en zet Sly, Murray en Carmelita onder arrest.
Bentley volgt zijn teamgenoten op in Praag, waar ze worden vastgehouden in de gevangenis van Contessa. Hij ontdekt dat ze een geheim lid is van de Klaww-bende en haar positie als hoge gevangenisbewaarder gebruikt om gevangenen te hypnotiseren om haar te vertellen waar ze hun gestolen fortuin hebben verborgen. Hij bevrijdt Sly en Murray, maar de Contessa ontsnapt naar haar kasteellandgoed. De bende lokaliseert haar daar en vindt de Contessa belegerd door Neyla en een team huursoldaten, die haar komen arresteren wegens corruptie. Sly ontdekt ook dat de Contessa Carmelita gevangen houdt in de "heropvoedingstoren" van haar kasteel. Daar gebruikt de Contessa Clockwerk-ogen om Carmelita te hypnotiseren om haar hersenloze dienaar te worden. De bende bevrijdt Carmelita en steelt de Clockwerk-ogen, terwijl Neyla wordt gepromoveerd tot de rang van kapitein en de Contessa arresteert voor wat ze heeft gedaan. De bende gaat naar Canada, waar scheepsbaron Jean Bison kruiden vervoert met behulp van Clockwerk's longen en maag om zijn treinen voor onbepaalde tijd te laten rijden. In Bison's schuilplaats hoort Sly een telefoongesprek tussen hem en Arpeggio, de belangrijkste uitvinder van de Klaww Gang en het enige andere Klaww-bendelid dat niet in hechtenis is. Arpeggio informeert of de "noorderlicht silobatterij" klaar zal zijn als hij hem komt ophalen; Jean Bison zegt van wel. Nadat de Cooper Gang de treinen van Jean Bison heeft gesaboteerd en op weg is met de drie Clockwerk-onderdelen, vlucht hij naar een houthakkerskamp, waar hij de klauwen van Clockwerk als een prijs opdoet in de Houthakkersspelen. De Cooper Gang ontdekt de noorderlichtbatterij in het kamp en past deze aan zodat ze erin kunnen wanneer Arpeggio arriveert om hem op te halen. De bende probeert ook de Clockwerk-klauwen te winnen tijdens de Houthakkersspelen, maar wordt betrapt op valsspelen en gevangen. Bentley ontsnapt uit de controlekamer van de zagerij waar de bende wordt vastgehouden en confronteert Jean Bison. Voordat Bentley hem verslaat, vertelt Bison de bende dat hij hun schuilplaats aan de rand van zijn houthakkerskamp heeft gevonden en alle Clockwerk-onderdelen die ze tot dat moment hadden gestolen, heeft verkocht, inclusief de klauwen aan Arpeggio, die nu alle Clockwerk-onderdelen bezit. Na het verslaan van Jean Bison, ontsnapt de Cooper Gang uit zijn zagerij en gaan ze in de noorderlicht silobatterij voordat de blimp van Arpeggio het oppakt.
In Arpeggio's blimp ontdekt Sly dat Arpeggio Clockwerk heeft gereconstrueerd en ontdekt hij ook dat Neyla de hele tijd Arpeggio's agent is geweest, in een poging de Clockwerk-onderdelen te stelen om zijn poging te helpen om zijn fragiele lichaam met Clockwerk te verbinden en onsterfelijk te worden gemaakt. De twee onthullen hun plan: de noorderlichtbatterij gebruiken om een hypnotiserende lichtshow boven Parijs aan te drijven. Gebruikmakend van de haat die wordt opgewekt door de gehypnotiseerde Parijzenaren die voedsel hebben gegeten dat met illegale specerijen is gekruid, hoopt Arpeggio Clockwerk aan te drijven, dat zichzelf eerder had ondersteund op Clockwerk's haat voor de familie van Sly. Neyla verraadt en vermoordt Arpeggio, gaat Clockwerk binnen en wordt Clock-La. De bende schakelt de motoren van de luchtballon uit om Clock-La te verzwakken en Sly werkt samen met Carmelita om de vogel neer te schieten. Helaas vliegt Clock-La in de luchtballon, waarbij Bentley en Murray gegijzeld worden die in de batterij zaten die diende als schuilplaats en waardoor de luchtballon explodeerde.
Clock-La crasht in Parijs, waar Bentley Clockwerk's haatchip verwijdert, de bron van Clockwerk's onsterfelijkheidskracht. Helaas klikt de snavel dicht op Bentley's benen, waardoor hij ernstig gewond raakt. Carmelita, boos dat ze Constable Neyla heeft gemist, slaat de haat-chip kapot, waardoor Clockwerk uit elkaar valt en zijn vloek op de Cooper-familie voor altijd eindigt. Ze probeert de bende te arresteren, maar gaat akkoord met een deal: Sly geeft zich over zonder zich te verzetten, zodat Carmelita Bentley en Murray laten ontsnappen. Sly, nu gearresteerd, en Carmelita gaan aan boord van een helikopter naar het politiebureau van Parijs, maar Bentley en Murray saboteren de helikopter zodat deze in cirkels vliegt. Wanneer Carmelita naar voren gaat om de piloot te vragen waarom de reis zo lang duurt, pakt Sly het slot op zijn handboeien, springt uit de helikopter en zweeft in veiligheid. Carmelita vertelt Sly dat ze hem binnenkort zal zien.

## Ontvangst
| Beoordeeld door        | Jaar | Score |
| ---------------------- | ---- | ----- |
| UOL Jogos              | 2004 | 100%  |
| Gaming Target          | 2005 | 98%   |
| games xtreme           | 2004 | 95%   |
| GamingIllustrated.com  | 2004 | 94%   |
| IGN                    | 2004 | 92%   |
| Gamesmania             | 2004 | 87%   |
| 4Players.de            | 2004 | 87%   |
| Game Informer Magazine | 2004 | 85%   |
| Netjak                 | 2005 | 83%   |
| Eurogamer.net (UK)     | 2004 | 80%   |

## Heruitgebracht
In 2010 bracht Sony de drie eerste spellen opnieuw uit voor PlayStation 3 (2010) en PlayStation Vita (2014) onder de naam The Sly Collection.

## Trivia
- Het spel is opgenomen in het boek 1001 Video Games You Must Play Before You Die van Tony Mott.